# 788
Năm 788 là một năm trong lịch Julius.